# وطن امروز
وطن امروز ، هي صحيفة إيرانية ناطقة باللغة الفارسية، تطبع صحيفتها في الجمهورية الإسلامية الإيرانية.